# Veľaty
Veľaty est un village de Slovaquie situé dans la région de Košice.

## Microrégion
Veľaty fait partie depuis 2007 de la microrégion de Roňava. les autres villages faisant partie de la microrégion sont Brezina, Byšta, Čeľovce, Egreš, Kazimír, Kuzmice, Lastovce, Luhyňa, Michaľany (siège), Nižný Žipov, Slivník, Stanča et Zemplínska Nová Ves. Le nom Roňava provient de la rivière homonyme affluente du Bodrog.

## Histoire
La première mention écrite du village date de 1220.
Le village a subi une inondations le 16 mai 2010.

## Démographie

### Évolution de la population
| Année:               | 1994. | 2004.   | 2014.   | 2024.   |
| -------------------- | ----- | ------- | ------- | ------- |
| Nombre de personnes: | 849   | 819     | 856     | 818     |
| Différence:          |       | -3,53 % | +4,51 % | -4,43 % |

| Année:               | 2023. | 2024.   |
| -------------------- | ----- | ------- |
| Nombre de personnes: | 829   | 818     |
| Différence:          |       | -1,32 % |